# Koniec C

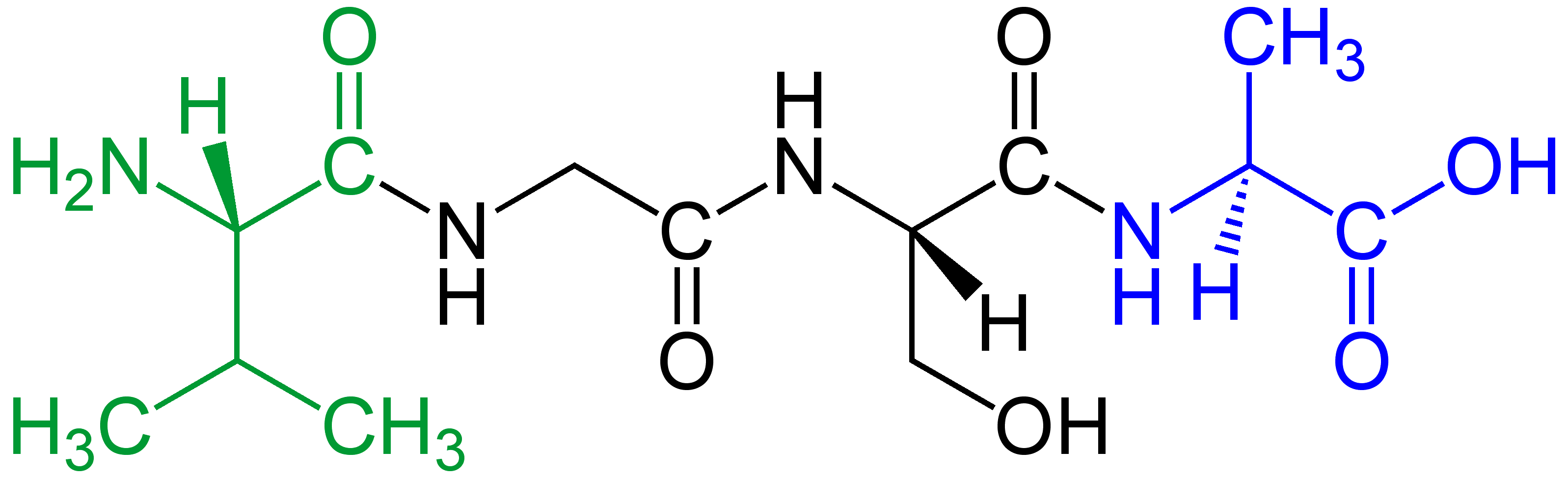
Wzór strukturalny tetrapeptydu Val-Gly-Ser-Ala
Kolor zielony: N-końcowa reszta aminokwasowa z wolną grupą aminową
Kolor niebieski: C-końcowa reszta aminokwasowa z wolną grupą karboksylową

Koniec C, koniec karboksylowy (żargonowo: C-koniec) – koniec łańcucha polipeptydowego zawierający grupę karboksylową (−COOH lub −COO−
). Na drugim końcu łańcucha, nazywanym końcem N lub końcem aminowym, znajduje się grupa aminowa (−NH
2 lub −NH+
3). Wyróżnianie końców łańcucha polipeptydowego określa ich kierunek. Aminokwasy występujące w łańcuchu zwyczajowo numeruje się, zaczynając od końca aminowego.
Koniec C białek błonowych może się znajdować po wewnętrznej lub zewnętrznej stronie błony komórkowej. W C-końcowych odcinkach tych białek dochodzić może do modyfikacji potranslacyjnych. W miejscach tych doczepiany jest glikozylofosfatydyloinozytol, umożliwiający kotwiczenie ich w błonach.